# Абсолютное отклонение
В математическом анализе абсолютным отклонением двух функций на заданном сегменте называется следующее значение:
{\displaystyle \Delta =\sup _{a\leqslant x\leqslant b}|f(x)-g(x)|},
где {\displaystyle f(x),g(x)} — некоторые функции, {\displaystyle [a,b]} — сегмент, {\displaystyle \sup } — операция взятия супремума.
В статистике абсолютное отклонение элементов в совокупности данных — абсолютная разница между элементом и выбранной точкой, от которой отсчитывается отклонение. В случаях, когда заведомо известно, что выбранная точка является константой, а распределение элементов данных симметрично относительно неё, — при отсутствии дополнительных данных за точку отсчёта абсолютного отклонения принимается медиана или среднее значение рассматриваемой совокупности данных:
{\displaystyle |D|=|x_{i}-m(X)|,}
где
{\displaystyle |D|} — абсолютное отклонение,
{\displaystyle x_{i}} — элемент совокупности данных,
{\displaystyle m(X)} — одно из средних значений совокупности данных; это может быть среднее арифметическое ({\displaystyle {\overline {x}}}), но чаще всего в качестве среднего значения берётся медиана.
Среднее абсолютное отклонение, или просто среднее отклонение (англ. MAD, mean absolute deviation) — величина, используемая для оценки прогнозных функций:
{\displaystyle MAD={\frac {1}{n}}\sum _{i=1}^{n}|x_{i}-m(X)|}
Расчёт среднего отклонения, так же, как и стандартного отклонения, может использоваться для оценки разброса значений в наборе данных. Выбор между двумя метриками осуществляется исходя из распределения данных. Если данные распределены нормально, используется стандартное отклонение. Если нет — среднее отклонение. Среднее абсолютное отклонение использовалось в качестве оценки отклонения в исследовании операций на заре развития вычислительной техники, так как требовало меньших затрат вычислительных ресурсов по сравнению с более целесообразным среднеквадратическим отклонением.
Выбор среднего значения {\displaystyle m(X)} сильно влияет на среднее отклонение. Например, для совокупности {2, 2, 3, 4, 14}:
| Среднее значение {\displaystyle m(X)} | Среднее абсолютное отклонение                                             |
| ------------------------------------- | ------------------------------------------------------------------------- |
| Среднее арифметическое = 5            | {\displaystyle {\frac {\|2-5\|+\|2-5\|+\|3-5\|+\|4-5\|+\|14-5\|}{5}}=3.6} |
| Медиана = 3                           | {\displaystyle {\frac {\|2-3\|+\|2-3\|+\|3-3\|+\|4-3\|+\|14-3\|}{5}}=2.8} |
| Мода = 2                              | {\displaystyle {\frac {\|2-2\|+\|2-2\|+\|3-2\|+\|4-2\|+\|14-2\|}{5}}=3.0} |

Если в качестве средней величины выбрать медиану, то среднее абсолютное отклонение окажется наименьшим (из определения медианы). Если же выбрать среднее арифметическое — минимальным окажется среднее квадратическое отклонение: таким образом может определяться само среднее арифметическое.